# HD 100911
HD 100911，又名CD-36 7291，SAO 202627、HR 4470，是一颗恒星，视星等为6.31，位于銀經286.81，銀緯23.28，其B1900.0坐标为赤經11h 31m 44.8s，赤緯-36° 23.28′ 2″。